# Denis-Philibert Lapret
Architecte, Denis-Philibert Lapret est né à Besançon, le 21 mars 1761. Il y est mort en décembre 1821.

## Biographie
Denis-Philibert Lapret est fils d'un sculpteur sur bois. Il apprend l'architecture avec Nicolas Nicole (1702-1784) puis à l'école de l’Académie royale d’architecture à Paris. Dans cette ville, il est accueilli et guidé par Pierre-Adrien Pâris (1745-1819) qui lui laisse l'accès à sa bibliothèque et à ses portefeuilles de dessins et de plans. Après cinq ans d'absence, il revient à Besançon. Il se fait engager gratuitement à l’école de dessin et dessine un projet de nouveaux quais sur le Doubs. Il obtient le poste de contrôleur-architecte de la ville, en remplacement de M. Longin. Il quitte la ville à la Révolution et y revient en 1802, il reprend ses fonctions et construit la bibliothèque municipale, sous la municipalité de Terrier de Santans. Il est membre de la Société d’agriculture du département du Doubs et de l’académie. Pendant la Restauration, il est chargé d’organiser les fêtes dans la ville. Pierre-Adrien Pâris, alors à Rome, correspond régulièrement avec son vieil ami et organise son retour à Besançon. A son décès, Lapret est nommé exécuteur de ses dernières volontés et du legs à la ville. Il décède deux ans après son maître et il est enterré au cimetière de Velotte (Besançon). Pierre Marnotte lui succède au poste d’architecte municipal. Son neveu Pierre-Alexandre Lapret (1799-1875) est un dessinateur bisontin.

## Son œuvre
- Hôtel de Clermont-Mont-Saint-Jean, Chambéry
- Église de l'Assomption-de-Notre-Dame de Morez
- Château de Syam
- aménagements pour l’ Église Notre-Dame de Besançon, 1808
- aménagements pour l’ Hôtel de Montmartin
- Bibliothèque municipale de Besançon
- Église Saint-Martin des Chaprais
- les Haras, la raffinerie de Besançon
- la caserne de gendarmerie de Poligny
- La fontaine d’Arbois
- Hôtel de préfecture de la Haute-Saône